# Kim Yooyeon
Kim Yooyeon (Koreaans: 김유연) is een Zuid-Koreaanse zangeres en actrice onder contract bij MODHAUS. Ze is lid van de meidengroep tripleS en leider van de subunits Acid Angel from Asia en EVOLution. Yooyeon werd ook bekend door haar deelname aan het survivalprogramma My Teenage Girl.

## Jeugd en opleiding
Kim Yooyeon werd geboren op 9 februari 2001 in Banpo-dong, Seoel, Zuid-Korea. Ze volgde een opleiding aan de Ewha Womans University in de wetenschapafdeling.

## Carrière

### Voor Debuut
Kim Yooyeon werd bekend door haar deelname aan het survivalprogramma My Teenage Girl.

### 2021-2022: My Teenage Girl
Op 8 september 2021 verscheen Yooyeon in de trailer voor het programma My Teenage Girl. Op 14 september 2021 werd ze officieel voorgesteld als deelneemster van het programma. Op 28 november, in de eerste aflevering van My Teenage Girl, trad ze samen met Yoon Chaewon en Jeon Youeun op met "Gashina" van Sunmi. Ze werd uitgeschakeld nadat ze slechts één stem van de jury ontving. Ze keerde echter terug in aflevering 3. In de twaalfde en laatste aflevering, die op 27 februari 2022 werd uitgezonden, werd ze definitief geëlimineerd en eindigde 8ste. Hierdoor greep ze net naast een plek in de meidengroep die gevormd werd door het programma.

### 2022-heden: tripleS, Acid Angel from Asia en EVOLution
Op 11 juli 2022 werd ze onthuld als het vijfde lid van tripleS. Op 25 september werd aangekondigd dat ze in de subunit Acid Angel from Asia was geplaatst. Deze subunit debuteerde op 28 oktober 2022 met het mini-album Acid Angel from Asia <Access>.
TripleS debuteerde op 13 februari 2023 met het mini-album Assemble. Op 22 april 2023 werd aangekondigd dat Yooyeon in de subunit EVOLution was geplaatst.
Op 4 april verscheen Yooyeon in een promotionele teaser voor de webdrama "WHAT'S UP", waarmee haar acteerdebuut als de ondersteunende rol van Lee YuJin werd bevestigd. De drama begon met uitzenden op 7 april.
Op 8 mei bracht tripleS het eerste album als volledige groep uit: ASSEMBLE24.

## Discografie

### Singles
- "Same Same Different" (met deelnemers van My Teenage Girl) (2021)
- "Sonic Boom" (met deelnemers van My Teenage Girl) (2021)
- "Dreaming" (met deelnemers van My Teenage Girl) (2021)

### Albums/EP's
- Acid Angel from Asia <Access> (met Acid Angel from Asia) - 28 oktober 2022
- Assemble (met tripleS) - 13 februari 2023
- EVOLution (met EVOLution) - 11 oktober 2023
- ASSEMBLE24 (met tripleS) - 8 mei 2024

## Onderscheidingen
- GSPay (2022)
- GRN+ (2023)
- CodingON (2023–heden)

## Filmografie

### Drama's
- What's Up? (Meme Studio, 2024)

### Survival Shows
- My Teenage Girl (MBC, 2021–2022) - deelnemer